# Kotak
I Kotak sono un gruppo musicale pop rock indonesiano formatosi a Giacarta nel 2004.

## Formazione

### Formazione attuale
- Tantri Syalindri - voce
- Chua (Swasti Sabdastantri) - basso
- Cella (Mario Marcella) - chitarra

### Ex componenti
- Pare (Julia Angelia Lepar) - voce
- Icez (Prinzes Amanda) - basso
- Posan (Haposan Haryanto Tobing) - batteria

## Discografia

### Album in studio
- 2005 - Kotak
- 2008 - Kotak Kedua
- 2010 - Energi

### Raccolte
- 2012 - Terbaik